# Kill the Boss

Ausschnitt des deutschen Werbeplakats

Kill the Boss (Originaltitel: Horrible Bosses) ist eine US-amerikanische Filmkomödie des Regisseurs Seth Gordon aus dem Jahr 2011. In den Hauptrollen sind Jason Bateman, Charlie Day und Jason Sudeikis zu sehen.

## Handlung
Die drei Freunde Nick Hendricks, Dale Arbus und Kurt Buckman haben eines gemeinsam: Sie leiden unter ihren Chefs.
In der Hoffnung auf eine Beförderung muss sich der Büroangestellte Nick dauerhaft den sadistischen Machtspielchen seines psychopathischen Chefs Dave Harken aussetzen. Zahnarzthelfer Dale, der eigentlich nur Augen für seine Verlobte Stacy hat, wird von seiner Chefin Dr. Julia Harris permanent sexuell belästigt und erpresst. Während Kurt von Jack Pellit, dem Senior-Chef des Chemieunternehmens Pellit and Son, immer wie ein Sohn behandelt wurde, muss er nach dessen Tod hilflos mit ansehen, wie Jacks biologischer Sohn Bobby Pellit das Unternehmen mit seiner diskriminierenden Firmenpolitik, seinem Drogenkonsum und seinen Sex-Eskapaden zugrunde richtet.
Eines Abends stellen die drei Freunde bei ein paar Bieren fest, dass ihr Leben ohne ihre Bosse viel einfacher wäre. Da eine Kündigung für sie wegen der angespannten Arbeitsmarktlage nicht infrage kommt, scherzen sie über den Ausweg aus der Situation: Sie müssen ihre verhassten Vorgesetzten ermorden. Der von ihnen engagierte Killer entpuppt sich jedoch als jemand, der fremde Männer für Geld anpinkelt.
Auf der Suche nach einem Auftragsmörder besuchen sie eine Kneipe. Nachdem sie aus dieser geworfen wurden, folgt ihnen Dean „Motherfuckah“ Jones, der sich als abgebrühter Krimineller ausgibt. „Motherfuckah“ will zunächst 30.000 US-Dollar für den Job, lässt sich aber schnell auf 5.000 herunterhandeln. Als sie ihm am nächsten Abend das Geld geben, teilt er ihnen mit, dass er keinesfalls als Mörder arbeiten werde, sondern höchstens als „Mord-Berater“. „Motherfuckah“ gibt ihnen den Tipp, jeder solle – ähnlich wie in dem Hitchcock-Klassiker Der Fremde im Zug – den Boss des Anderen umbringen, und sie sollten zunächst mit einer Observation der drei Chefs beginnen.
Um Informationen zu sammeln, brechen die drei zunächst bei Bobby Pellit ein, finden große Mengen Kokain und nehmen sein Mobiltelefon mit. Danach brechen sie bei Harken ein und verlieren dort unbemerkt Pellits Mobiltelefon. Als Harken nach Hause kommt, ermahnt er Dale (der Schmiere steht), weil er seine leere Sandwich-Tüte auf die Straße wirft, wobei er einen allergischen Anfall von den Erdnussbutterresten an der Tüte erleidet. Da Dale nicht weiß, dass es sich bei dem Mann um Harken handelt, rettet er ihn mit einem Autoinjektor.
Da sie nun wissen, dass Harken gegen Erdnüsse allergisch und Pellit ein Kokser ist, fassen sie den Plan, das Koks mit Rattengift zu vermischen und Erdnüsse im Shampoo zu verstecken. Für Harris haben sie noch keinen Mordplan, da Kurt ihren sexuellen Avancen erlegen ist.
Der Plan geht jedoch nicht auf: Harken findet das Handy von Pellit, vermutet eine Affäre mit seiner Frau und erschießt Pellit. Nick wartet vor Pellits Haus auf eine Gelegenheit, das Koks zu vergiften, und beobachtet dabei unbemerkt den Mord. Danach fährt er panisch davon und wird dabei mit erhöhter Geschwindigkeit geblitzt, woraufhin die Polizei nach dem Auto fahndet. Als die drei Angestellten zusammen im Auto sitzen, um den Plan anzupassen, werden sie von der Polizei des Mordes an Pellit verdächtigt und auf das Präsidium gebracht. Weil nicht genug Beweise vorliegen, wird das Verhör abgebrochen und sie können gehen.
Da sie jedoch Spuren in Pellits Haus hinterlassen haben, und somit bald genug Indizien für ihre Schuld zusammenkommen werden, konsultieren sie wieder ihren Mord-Berater. Dabei erfahren sie, dass „Motherfuckah“ Jones’ schlimmstes Verbrechen darin bestand, Schnee, der auf Zedern fällt heimlich im Kino gefilmt zu haben. Nach Jones’ Rat wollen sie Harken zu einem Geständnis provozieren, dabei trägt Kurt ein verstecktes Aufnahmegerät bei sich. Da jedoch Kurt mit der Frau von Harken „beschäftigt“ ist, als Harken freimütig von seinem Mord erzählt, haben sie keine Tonaufnahme des Geständnisses. Nachdem Harken ihnen alles gestanden hat, bedroht er sie mit dem Tod und sucht seine Waffe. Daraufhin flüchten sie mit dem Auto und werden von Harken im Auto verfolgt und gerammt. Harken zwingt die drei zum Aussteigen und schießt sich selbst ins Bein, um den Verdacht von sich zu lenken. Als die Polizei eintrifft, kann Harken jedoch mit Hilfe einer Aufnahme des Geständnisses, den das Callcenter der Autonavigation aufgenommen hat, überführt werden.
Zuletzt arbeitet Kurt unter einem neuen Boss wieder glücklich und Nick wird befördert und untersteht nur noch dem (sadistischen) CEO. Dale kann den Nachstellungen seiner Chefin entgehen, indem er diese mit (von „Motherfuckah“ aufgenommenen) Videoaufnahmen erpresst.

## Hintergrund
2005 erwarb New Line Cinema die Filmvorlage von Drehbuchautor Michael Markowitz. Später wurde das Drehbuch, insbesondere der Ausgang des Films, von Jonathan Goldstein und John Francis Daley umgeschrieben.
Die Dreharbeiten zum Film fanden ab Juli 2010 in Los Angeles und Umgebung statt.
Der Film feierte am 30. Juni 2011 seine Weltpremiere im Grauman’s Chinese Theatre in Los Angeles. Kinostart in den Vereinigten Staaten war am 8. Juli 2011, in Deutschland am 1. September 2011.
Die Produktionskosten wurden auf 35 Millionen US-Dollar geschätzt. Der Film spielte in den Kinos weltweit rund 210 Millionen US-Dollar ein, davon 117 Millionen in den Vereinigten Staaten.

## Kritiken
„Horrible Bosses – das ist doch mal ein Filmtitel, unter dem man sich etwas vorstellen kann. Für das hiesige Publikum wollte der Verleih aber wie üblich sichergehen, dass auch der allerletzte potenzielle Kinogänger alles mitkriegt und so ist Kill the Boss – Sie ahnen es – der deutsche Titel. […] Der komische Effekt entsteht dadurch, dass die Möchtegern-Mörder so blöd und ihre Bosse so fies sind. In der Mitte des zweiten Aktes droht die Komödie zwar ein wenig durchzuhängen, aber dann hat genau passend Jamie Foxx seinen Auftritt.“

„Die Komik verdankt sich zu nicht geringen Teilen den Darstellern, die gewissermaßen paradox besetzt sind. Manche von ihnen erkennt man kaum wieder, wie etwa Aniston (hier offensiv brünett und aggressiv sexy) oder Farrell, der wohl kaum je einen größeren Idioten gespielt hat. Dass jemand wie die ausnehmend attraktive Zahnärztin Julia ausgerechnet auf ein biederes Männlein wie Dale scharf ist, hat seine eigene Komik. Und der nicht selten mysteriös umschattete Kevin Spacey legt hier eindeutig ein zwar abscheuliches, aber absolut Oscar-würdiges Arschloch hin.“

„Der Film spielt so lustvoll mit politisch unkorrektem Humor, dass ihm dafür wohl nur die wenigsten Zuschauer einen Vorwurf machen würden. […] Die Dialoge des Films sind schon einmal rassistisch, frauenfeindlich und anrüchig, alle möglichen Geschlechtsteile, Körperausscheidungen und erotischen Vorlieben finden Platz. Die Bildsprache bleibt davon aber weitgehend frei. Und der groteske Humor ist immer so ironisch, dass die Klischees und Vorurteile durchweg auf die Schippe genommen werden. […] Ein Vergnügen für Freunde von leicht schmutziger satirischer Unterhaltung.“

„Schräg, derb und sehr witzig: Die neue Hollywood-Komödie Kill the Boss ist hochkarätig besetzt und überzeugt durch Improvisationen der Schauspieler beim Dreh. Der Funke springt beim Zuschauer über, wenn sich drei geplagte Angestellte überlegen, wie sie ihren Chef los werden können.“

„Schwungvolle schwarze Komödie aus der Arbeitswelt, die zwar durchaus mit Klischees arbeitet, diese aber dank herrlich aufspielender Darsteller lebhaft und komisch umzusetzen versteht.“

„Diese Komödie von Seth Gordon hat vor allem ein Problem: die überkandidelte Story funktioniert nur dann, wenn die Nebendarsteller (sprich: die Bosse) auftreten. Die drei Hauptdarsteller indes sind derart blass, dass der überdrehte Witz stets auf der Strecke bleibt. Was zu Beginn noch recht spaßig ist, nervt mit zunehmender Dauer bald gewaltig. Schade, das hätte mehr werden können.“

## Auszeichnungen
- Die Deutsche Film- und Medienbewertung verlieh dem Film das Prädikat wertvoll.[12]
- Christopher Lennertz gewann für die Filmmusik einen BMI Film Music Award 2012.
- Jennifer Aniston wurde bei den MTV Movie Awards 2012 für ihre Rolle der Preis als Bester Leinwand-Drecksack verliehen.[13]

## Fortsetzung
Die Fortsetzung Kill the Boss 2 kam am 18. November 2014 in den USA ins Kino, der Filmstart in Deutschland war der 27. November 2014. Die drei Hauptdarsteller und Jennifer Aniston sind wieder mit von der Partie, Christoph Waltz ist als einer der Bosse zu sehen sowie dessen Sohn, der von Chris Pine dargestellt wird.